# Carlinhos Amorim
Carlos Antônio Lemos de Amorim, conhecido no meio político como Carlinhos Amorim (Imperatriz, 8 de agosto de 1964), é um 
advogado e político brasileiro. Filiado ao PDT, foi deputado estadual pelo estado do Maranhão.

## Carreira política
Começou a carreira política ao lado de seu pai Carlos Amorim, sendo filiado ao PDS que sucedera a ARENA em 1980. 
Depois da passagem ao PDS, Carlinhos Amorim ingressou no PSDB em 1989. Candidatou-se a deputado estadual em 1994 e 2014 e a prefeito de Imperatriz em 2004 e 2012, sem lograr êxito nas urnas. 
Por outro lado, figurou como suplente de deputado em 2006, chegando a assumir a vaga de João Evangelista em 15 de maio de 2010. 
Foi reeleito deputado estadual pelo PDT em 2010. Obteve 27.458 votos.